# Mülltonne

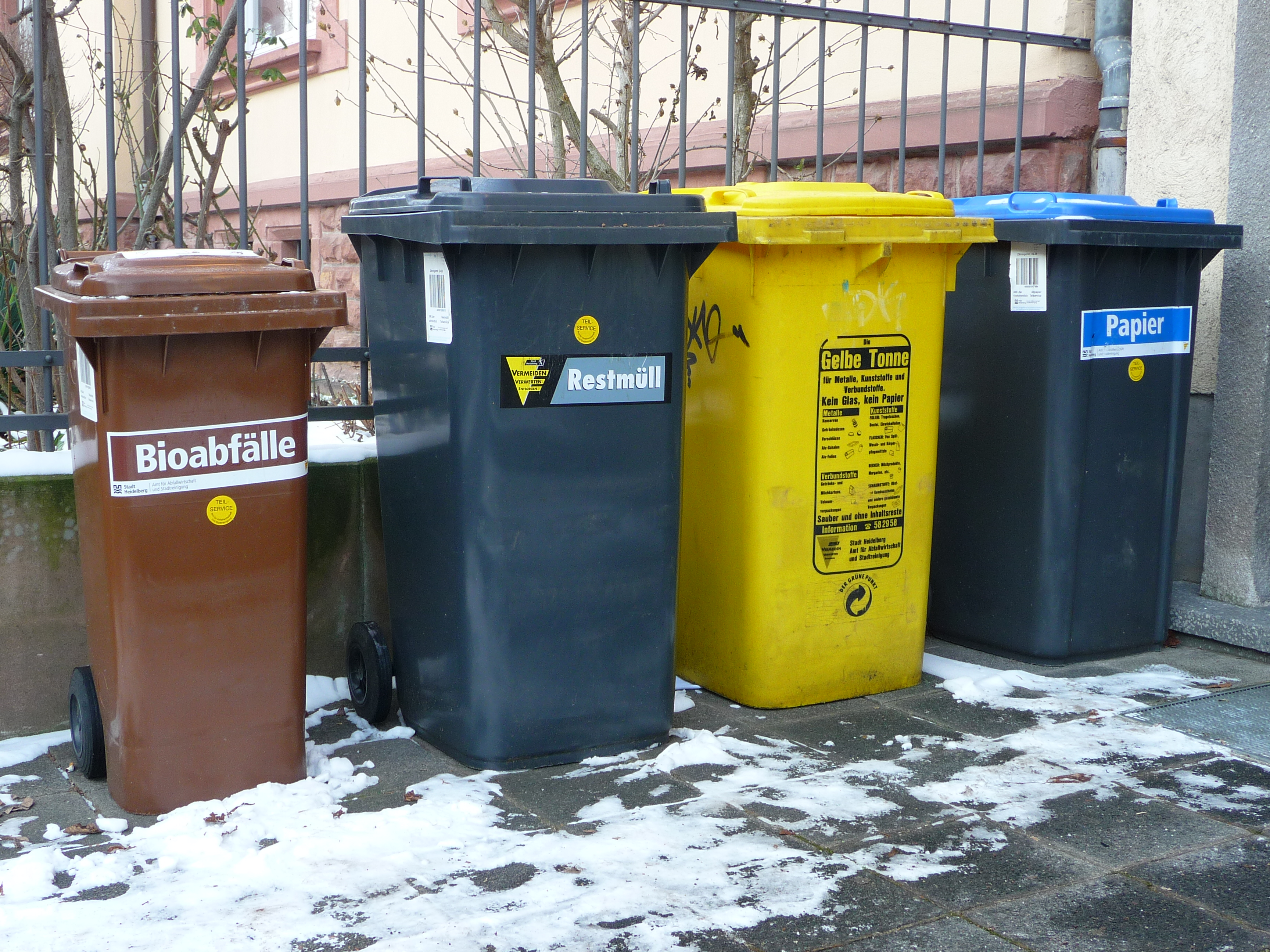
Mülltonnen für Bioabfälle, Restmüll, Verpackungen und Papier 2009 in Heidelberg, Deutschland

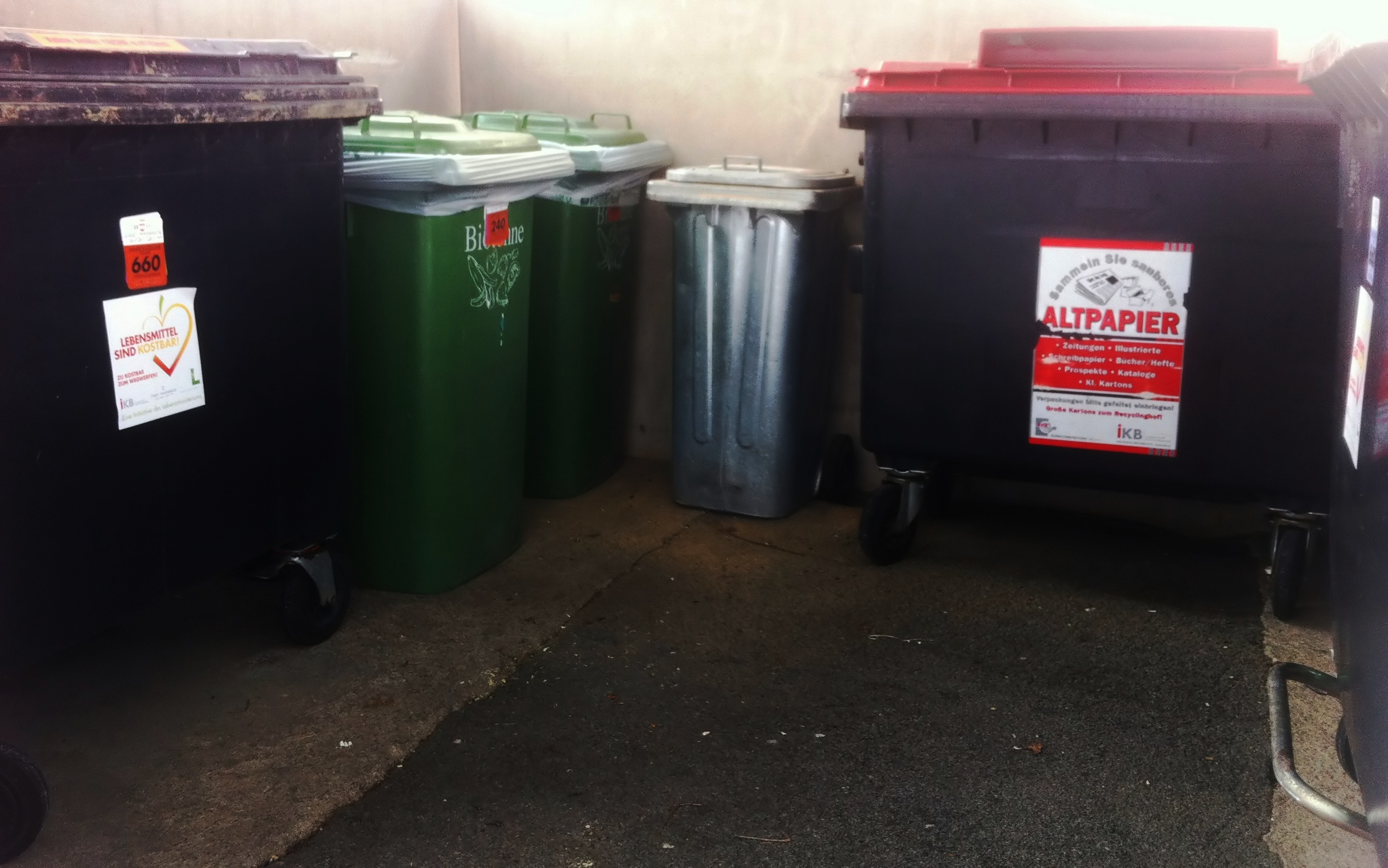
Diverse Mülltonnen in Österreich

Eine Mülltonne, Abfalltonne oder Müllgroßbehälter (MGB) (auch Abfalleimer, Abfall- und Wertstoffbehälter (AWB, def. EN 840), seltener werdend auch Ascheimer, Ascheeimer, Ascheneimer, Kehrichteimer, Abfallkübel, Müllkübel, Mülleimer, Müllcontainer oder Müllsammelgefäß) ist ein Behältnis zum Zwischenlagern des Abfalls. Sie besteht seit den 1980er Jahren für gewöhnlich aus einem robusten Kunststoffmaterial (meist HDPE, Polyethylen hoher Dichte), das resistent gegen Klimaeinwirkungen wie Frost oder Sonnenschein (UV-Strahlen) ist. Dies ist notwendig, da die Behälter oft im Freien stehen. Früher wurden ausschließlich Metalltonnen verwendet, zum Beispiel bei der Entsorgung heißer Asche oder bei öl- und säurehaltigen Abfällen an Tankstellen.

## Geschichte
Eine veraltete umgangssprachliche Bezeichnung für eine Mülltonne ist Aschenkübel, Ascheimer, Aschentonne usw. Der Ursprung dieser Bezeichnung liegt darin, dass viele Haushalte bis weit in das 20. Jahrhundert hinein die Speisen auf holz- oder kohlebeheizten Herden zubereiteten und die Räume mit Kohleöfen geheizt wurden und man die durch die Verbrennung angefallene Asche damals über die Mülltonne entsorgte; zudem war das Müllaufkommen damals deutlich geringer als heute, so dass neben Küchenabfällen tatsächlich Asche den hauptsächlichen Inhalt der Tonnen darstellte. Obwohl die Behältnisse damals aus Metall waren, trugen sie wie die heutigen Mülltonnen oftmals die Aufschrift „Keine heiße Asche einfüllen“, da durch heiße, noch glimmende Asche der übrige in der Tonne vorhandene Abfall in Brand geraten konnte, was vor allem in Gebäuden, in denen die Tonnen in Kellern oder anderen Abstellräumen aufbewahrt wurden, eine große Gefahr darstellte.

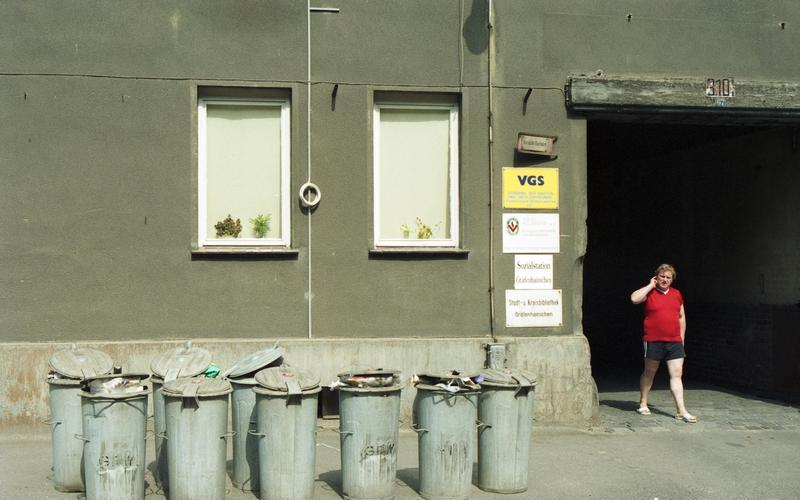
Ringmülltonnen aus verzinktem Stahlblech 1991 in Gräfenhainichen

Vor allem in der Vergangenheit gab es die klassischen runden Mülltonnen ohne Räder, die als Ringmülltonnen (110–120 Liter) oder Systemmülleimer (30–50 Liter) bezeichnet werden. Diese Behälter werden seit den 2000er Jahren kaum noch verwendet. Die Ringmülltonnen wurden per Drehbewegung der angekippten Tonne oder mit einer speziellen Karre fortbewegt. Man konnte sie aber auch an seitlichen Griffen tragen, was bei einer gefüllten Mülltonne jedoch viel Kraft erforderte. In den 1960er Jahren tauchten in Westdeutschland erstmals die viereckigen Müllgroßbehälter zunächst aus verzinktem Stahlblech, später (Iserlohn) auch aus Kunststoff (MGB) auf. Auch Ringmülltonnen wurden ab den 1970er Jahren auch aus Kunststoff gefertigt. Beispielsweise waren bis etwa 1998 in Köln fast ausschließlich Ringmülltonnen im Einsatz, die mittlerweile großteils durch Müllgroßbehälter ersetzt wurden.
In Ostdeutschland gab es bis in die 1980er Jahre ausschließlich Ringmülltonnen aus verzinktem Stahlblech, die in den Stadtordnungen großer Städte als Müllgefäße bezeichnet wurden, in den Gemeindeordnungen und Statuten ländlicher Gemeinden war meist von Aschekübeln die Rede. Erst in den 1980er Jahren wurden Müllgroßbehälter aus Stahlblech eingeführt. Nach der politischen Wende in der DDR und der Einführung der Deutschen Mark kauften die meisten ostdeutschen Entsorgungsbetriebe Müllgroßbehälter aus Kunststoff bei den ausschließlich westeuropäischen Herstellern ein, die die Müllgroßbehälter aus Stahlblech ersetzten.

## Entleerung

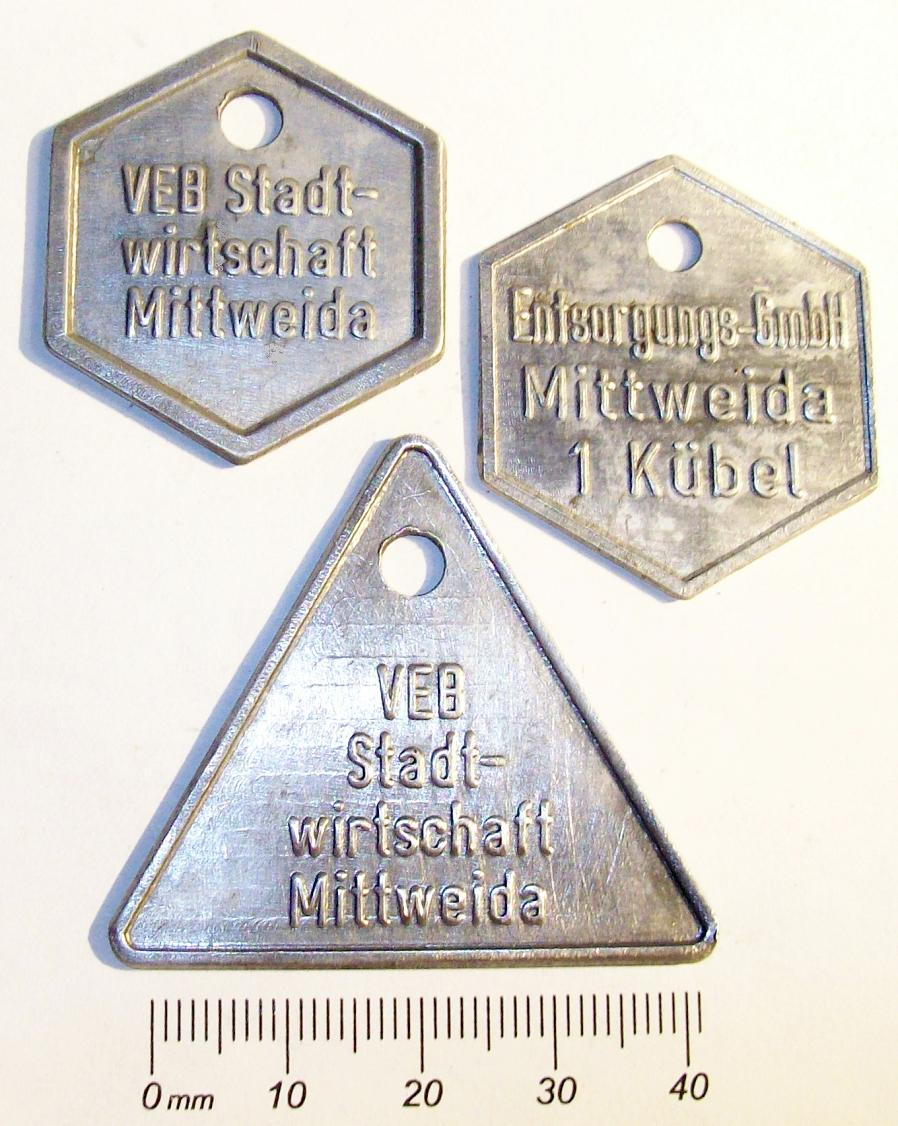
Müllmarken um 1990

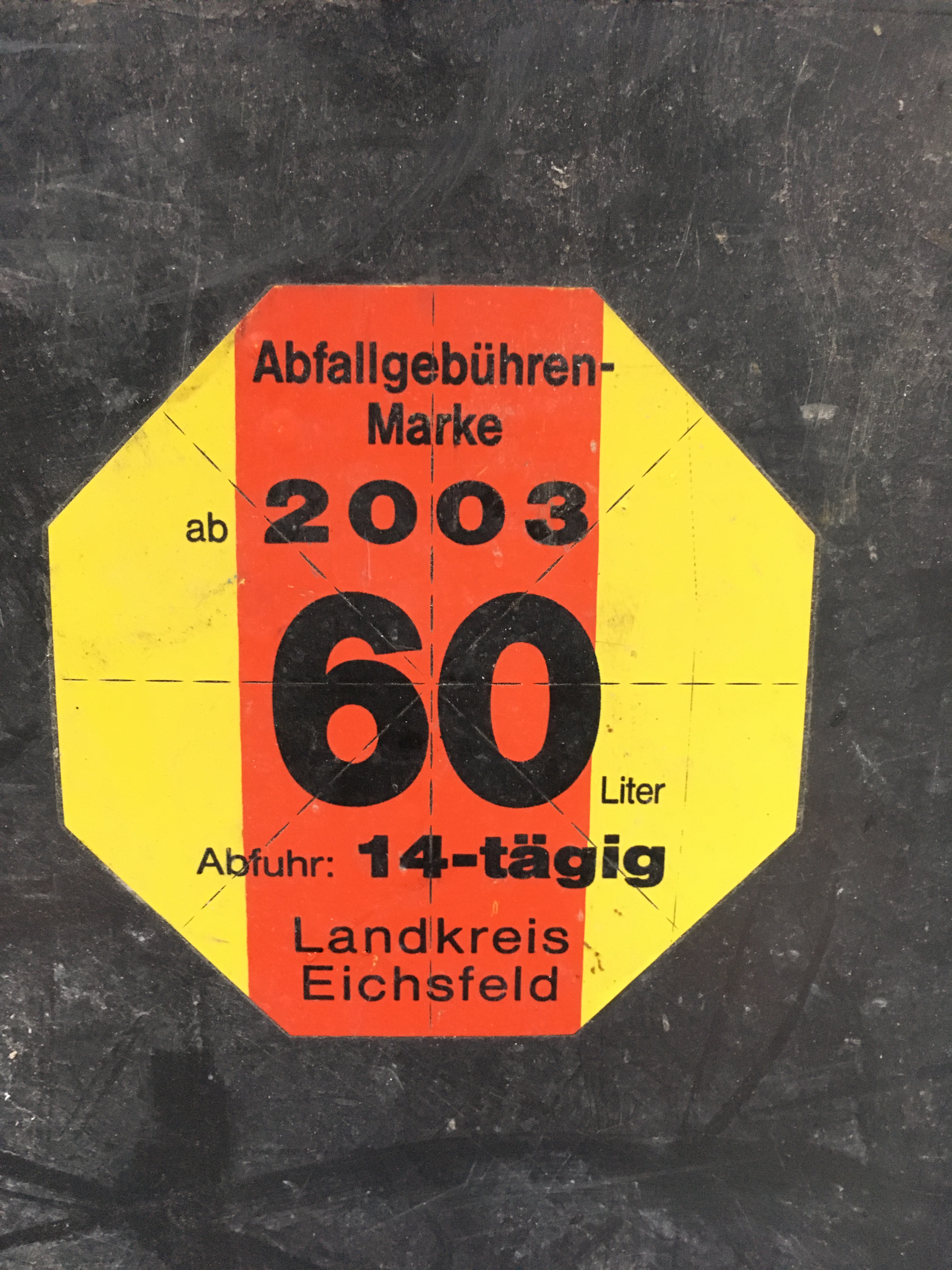
Moderne Abfallmarke als Aufkleber

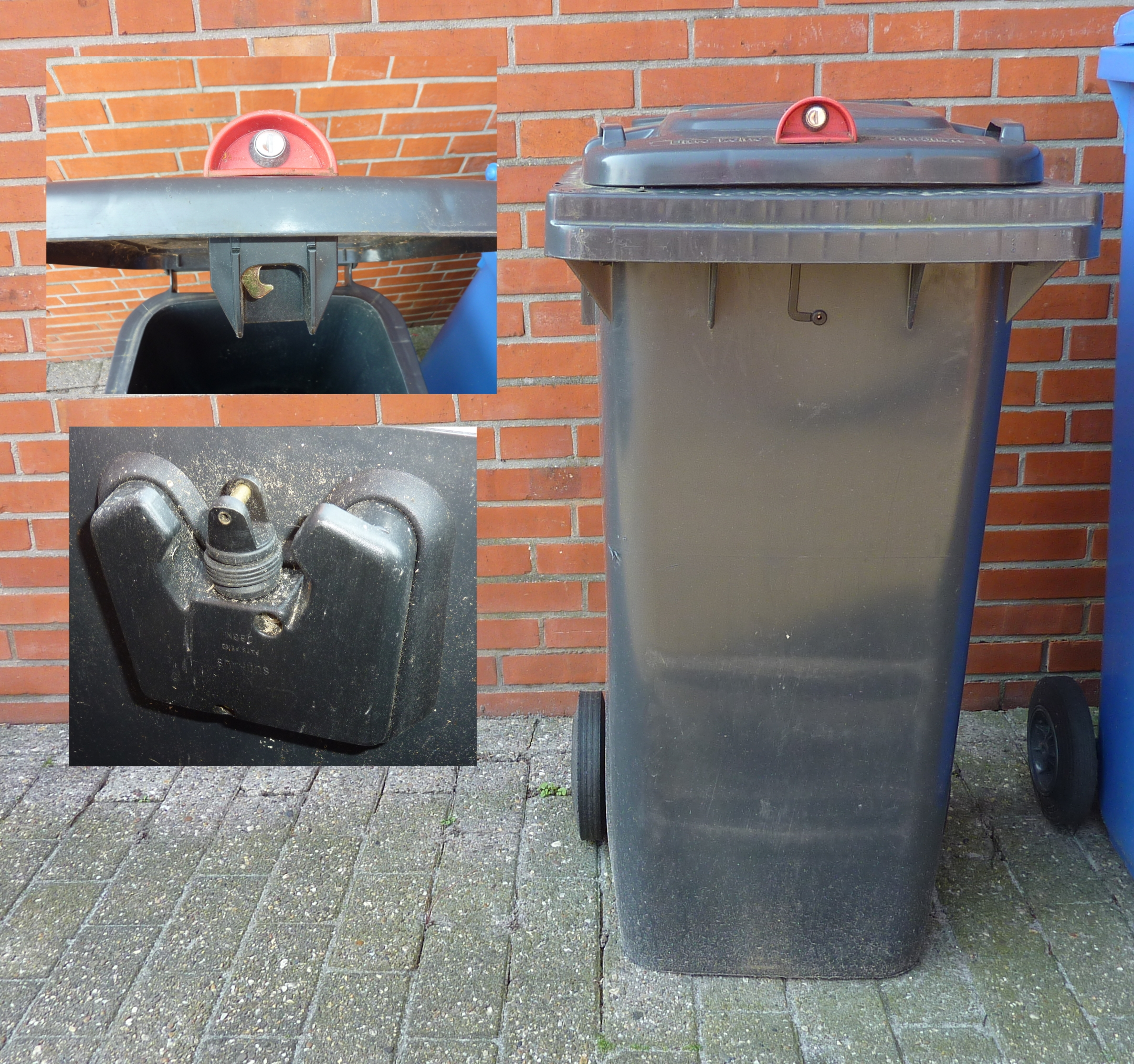
Eine Mülltonne mit Schwerkraftschloss (Bildmontage)

Zwei Räder erleichtern der Müllabfuhr das Bewegen des Müllgroßbehälters.
Die Müllgroßbehälter besitzen Kammleisten (MGB 60 – 1100 l), seitliche Achsstummel und Deckelzapfen (MGB 1100 l), um von der hydraulisch angetriebenen Schüttung des Müllfahrzeugs zur Entleerung erfasst werden zu können.
Es gibt verschiedene Arten von Kammleisten:
- Form A nach EN 840 (auch DIN-Kammaufnahme genannt; mit „treppenförmigen“ Kammleisten)
- Form B nach EN 840 (ähnlich wie der DIN-Kamm, jedoch mit Einführschräge)
- Form C nach EN 840 (genannt AFNOR nach dem französischen Normenistitut; einstufige Kammleiste)
- Diamond- oder M.S.T.S (Multi-Service-Transportation-System)-Aufnahme; eine für Seitenlader in den 1980er-Jahren entwickelte Aufnahme für besondere Schüttungen, die die Form einer Raute hat. (Im Englischen ist „diamond“ ein oft genutztes Synonym für die Raute.)
- Kammaufnahme ähnlich dem AFNOR-Kamm, aber mit runden Ecken; durch einen schwedischen Hersteller in Schweden, Norwegen und Dänemark verbreitet
- firmenspezifische europäische Sondervarianten der Kammaufnahme, die in der Regel auch den „gemischten Betrieb“ mit genormten Behältern nach EN 840 zulassen

Bei der Revision der EN 840 im Jahr 2012 wurde die Form C (AFNOR) aufgegeben und seitdem sukzessive bei den Nutzern durch Behälter mit Kammaufnahmen der Form A ersetzt. Für die Diamond-Aufnahme finden sich Richtlinien für die Behälter und Schüttungsgestaltung in der Schrift zum RAL-Gütezeichen 951/1 (Güte- und Prüfbestimmungen für fahrbare Abfall- und Wertstoffbehälter aus Kunststoff).
Die Müllbehälter werden zu festen Terminen entleert. Es gibt Mülltonnen mit unterschiedlichen Volumina. Der monatliche Beitrag, der in Deutschland für die Müllentsorgung gezahlt werden muss, wird unterschiedlich ermittelt. Meist richtet sich die Gebühr nach dem Volumen des Müllbehälters, seltener wird der Müll gewogen. Das Mindestvolumen der Tonne ist teilweise anhand der gemeldeten Bewohner zu ermitteln. In der Schweiz erfolgt die Berechnung nach der sogenannten Sackgebühr.
Die Müllabfuhr sammelt den Abfall aus den Müllbehältern ein. Damit von ihr diejenigen Behälter erkannt werden, für die Entleerungsgebühren entrichtet werden, gibt es verschiedene Systeme:
- Ausgabe von Müllmarken, die an den Tonnen befestigt oder auf diese geklebt werden
- Individualisierung der Müllbehälter mittels RFID-Chip und automatische Datenerfassung am Müllfahrzeug

Letzteres System wurde vor einigen Jahren zusammen mit einem speziellen Entsorgungsprogramm in Emden eingeführt. Wer daran teilnehmen wollte (fast 150.000 Einwohner), konnte für 15 Euro bei der Stadt eine Mülltonne mit Schwerkraftschloss und zwei passende Schlüssel erwerben. Verschließbar sind diese Tonnen deshalb, damit kein Unberechtigter Müll dort entsorgen kann. Auf diese Weise bezahlt der Eigentümer einer solchen Tonne nur für den Abfall, den er selbst entsorgen lassen möchte.
Bei dem Emder Entsorgungssystem wird die Abfallgebühr nach dem anfallenden Gewicht berechnet. Die Müllfahrzeuge in Emden verfügen über ein spezielles Wiegesystem:
Hierbei wird das Gewicht per Scanner eingelesen und die Daten an die Stadtverwaltung weitergeleitet. Diese erstellt dann am Jahresende für den angefallenen Müll eine detaillierte Abrechnung, die der Eigentümer am Anfang des Folgejahres erhält.
Anders als in Deutschland erfolgt die Leerung der Müllbehälter klimabedingt in mediterranen Ländern wie Italien häufig täglich. Da hierbei der Aufwand für die Abholung an den einzelnen Häusern zu groß wäre, stehen 1000-Liter-Behälter an öffentlichen Straßen. Vorwiegend kommen Müllfahrzeuge mit Seitenladevorrichtung im Einmannbetrieb zum Einsatz. Die Abrechnung nach individuell anfallender Müllmenge ist hierbei nur schwer möglich, meist wird die Gebühr nach Wohnfläche und Anzahl der Personen im Haushalt berechnet. Abrechnungssysteme, bei denen zum Einwerfen des Mülls individuelle Chipkarten oder codierte Schlüssel verwendet werden müssen, erscheinen noch unbefriedigend umständlich und haben sich bisher nicht in großem Umfang durchsetzen können.

## Andere Mülltonnen

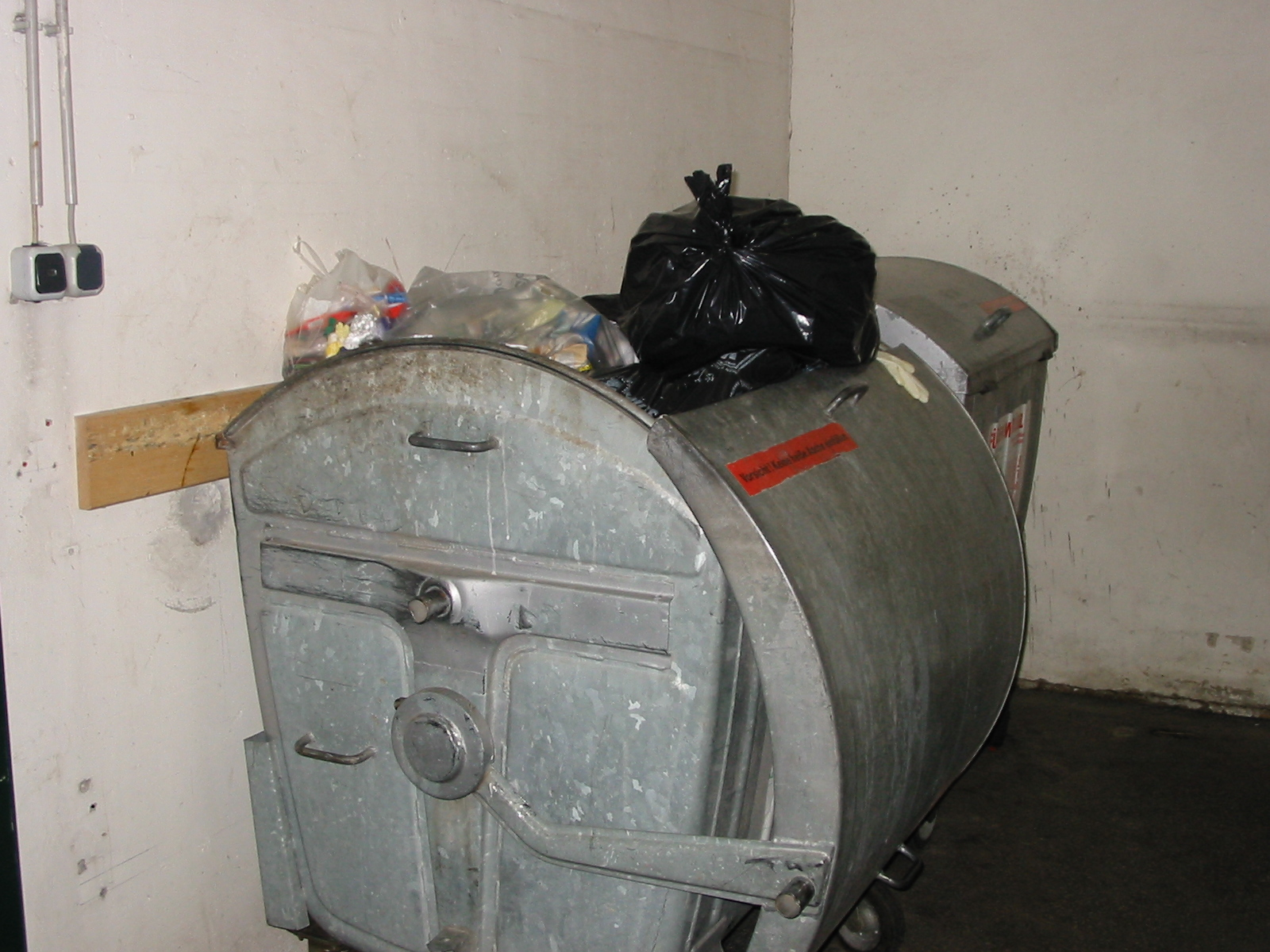
Ein Müllcontainer

Mülltonnen sind in Deutschland meist Dunkelgrau, sie sind jedoch auch in anderen Farbgebungen präsent. In Deutschland gibt es auch braune, grüne, gelbe und blaue Tonnen, wobei die Zuordnung von Mülltonnenfarbe zu gewünschtem Inhalt regional unterschiedlich geregelt ist. Meist wird die braune Tonne für Bio-Müll verwendet, der kompostiert wird und so zu Humus verrottet. Zunehmend wird der Biomüll auch einer Bio(müll)-Vergärungs-Anlage zugeführt, wo der Biomüll zur Energiegewinnung in Energie (Strom und/oder Fernwärme) umgewandelt wird. Die gelben Tonnen werden für recyclingfähige Materialien verwendet. Diese werden meist durch das DSD (siehe auch: Grüner Punkt) getrennt und recycelt. Die dunkelgrauen („schwarzen“) Tonnen werden meist für Restmüll und blaue Tonnen für Papiermüll verwendet. Die grüne Tonne wird in Berlin und in Teilen Württembergs für Glasrecycling verwendet, in denselben Teilen Württembergs und in Gebieten von (Nord-)Bayern ist sie außerdem für Papiermüll gedacht, wobei es hier keine blauen Mülltonnen gibt. In einigen Teilen Deutschlands werden zur Verschönerung des Stadtbildes die Mülltonnen mit einem mit Motiven bedruckten „Mäntelchen“ versehen, die in der Fachsprache „Tonnenstrumpf“ genannt werden. Oft wird die Zuordnung nur durch entsprechende Farbigkeit des Mülltonnendeckels bei Verwendung „normaler“ dunkelgrauer Mülltonnen erreicht.
Für eine größere Menge von Abfall sowie nicht erlaubter Abfallarten in hiesigen Mülltonnen dienen Abfallcontainer für die Abfallentsorgung als Beförderungseinheit. Neben der höheren Füllmenge (ab 3 m³) können hier auch Abfallarten wie Bauschutt oder Baumischabfälle, Sperrmüll und Schrott entsorgt werden.
In der Schweiz wird Kompost in den meisten Gemeinden separat abgeholt. Andere wiederverwertbare Abfälle (Papier, Glas, Weißblech etc.) werden entweder separat abgeholt oder müssen an einer Abfallentsorgungsstelle abgegeben werden.
In Österreich sind die folgenden Mülltonnenfarben gängig: Dunkelgrau für Restmüll, Rot für Altpapier und Karton, Gelb für Kunststoffabfälle (v. a. PET-Flaschen), Grün für Buntglas (grünes, braunes und blaues Glas wird im Gegensatz zu Deutschland gemeinsam gesammelt), Weiß für ungefärbtes Glas, Blau für Metallblechdosen (Weißblech und Aluminium), Braun oder Dunkelgrün für Biomüll. Häufig sind die Tonnen selbst grau, braun oder grün und nur die Deckel in der die Müllsammelfraktion markierenden Farbe. Für Biomüll wurden Deckel mit Entlüftung (zum Abdunsten) und die Tonneninnenreinigung durch Waschen und Bürsten entwickelt, um lästigen Geruch und Insektenbefall zu minimieren.
Seit kurzem werden sogenannte Multifunktionsbehälter verwendet, die darauf optimiert sind, automatisch von Seitenladerfahrzeugen geleert zu werden.

## Bauarten und Normung

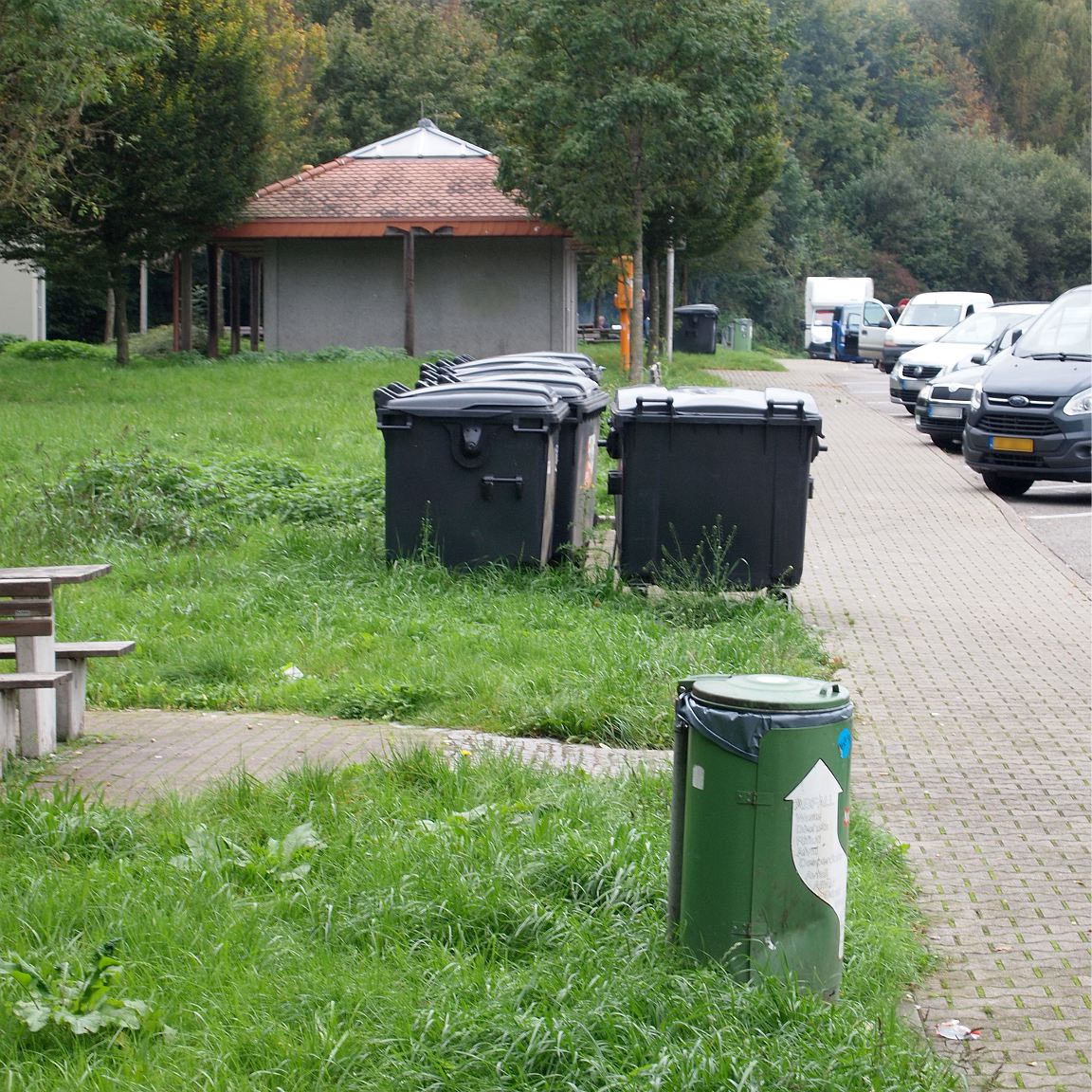
Ein metallener Mülleimer und viele rechteckige Kunststoffbehälter auf einem Autobahnrastplatz

### Fahrbare Abfall- und Wertstoffbehälter (AWB) nach EN 840-1 bis 6
AWB sind für die Europäische Union in der EN 840 genormt. Dort wird zunächst zwischen Behältern mit zwei Rädern und einem Fassungsvermögen bis zu 400 Litern (EN 840-1) und mit vier Rädern und einem Fassungsvermögen bis zu 1300 Litern (EN 840-2/-3) unterschieden. Zweirädrige Mülltonnen mit einem Fassungsvermögen von 120 und 240 Litern nach EN 840 sind weit verbreitet, theoretisch sind aber alle Volumina zwischen 0 und 1300 Litern in der Norm berücksichtigt. Aus der Produkthistorie der verschiedenen Hersteller wurden allerdings für eine häufigere Größe besondere Toleranzen definiert, die z. B. für das Volumen weiter gefasst sind als der normative Standard von ± 10 % für zweirädrige bzw. ± 5 % für vierrädrige AWB. Besondere Toleranzen und Maßangaben finden sich in der aktuellen Fassung der EN 840 (Version 2012) für 60 l, 80 l, 120 l, 140 l, 180 l, 240 l oder 340 l/360 l sowie für vierrädrige AWB mit 500, 660, 770, 1000 und 1100 Litern.
Ein deutscher Hersteller bietet auch sogenannte Vario-Tonnen, die aus einem Grundgefäß (120 l/140 l) bestehen und je nach Bedarf mit einem speziellen Einsatz auf 35 l, 40 l, 50 l, 60 l, 80 l verkleinert werden können. Vierrädrige Müllgroßbehälter (regional Müllcontainer genannt) haben üblicherweise ein Volumen von 660 l, 770 l, 1000 l oder 1100 l und entweder einen klappbaren Flachdeckel (EN 840-2) oder einen Schiebedeckel (Runddeckel) (EN 840-3). Runddeckelbehälter sind nur in 770 l und 1100 l erhältlich und müssen seit einigen Jahren mit einer Kindersicherung versehen werden, die das unbeabsichtigte Zufallen des Deckels verhindert. Bei den Kindersicherungen wird unterschieden zwischen einer Druckknopflösung und einer Federsicherung. Beide Lösungen halten den Schiebedeckel bei einer Position von etwa 200 mm offen, damit Kinder nicht durch zufallende Deckel eingeklemmt und stranguliert werden können. Die Deckel können nur durch eine bewusste Aktion vollständig geschlossen werden. Seit 2003 gibt es auch die Möglichkeit eines kleinen Einsatzdeckels („Deckel-im-Deckel“) im vorderen Bereich des Schiebedeckels, der Gefahren für Kinder ausschließt.
In Deutschland selten geworden sind zylinderförmige Mülltonnen der ursprünglichen deutschen Bauart SMT (Systemmülltonne), die auch als Ringtonne bezeichnet werden. Sie sind in DIN 6629 (Mülltonnen für staubarme Leerung) genormt und haben ein Fassungsvermögen von 70 oder 110 Litern.
In einigen Städten Deutschlands werden 2012 noch Mülltonnen der Bauart SME (Systemmülleimer) eingesetzt. Sie gibt es in Größen von 25, 35 und 50 Litern.
Alle genormten Müllbehälter besitzen eine Schüttungsaufnahme, um die Behälter mittels Lifter, der am Müllwagen angebaut ist, zu entleeren. Dabei gibt es viele verschiedene Typen und Ausführungen.

### Fahrbare Abfall- und Wertstoffbehälter (AWB) mit Diamond-Aufnahme (DU-System)

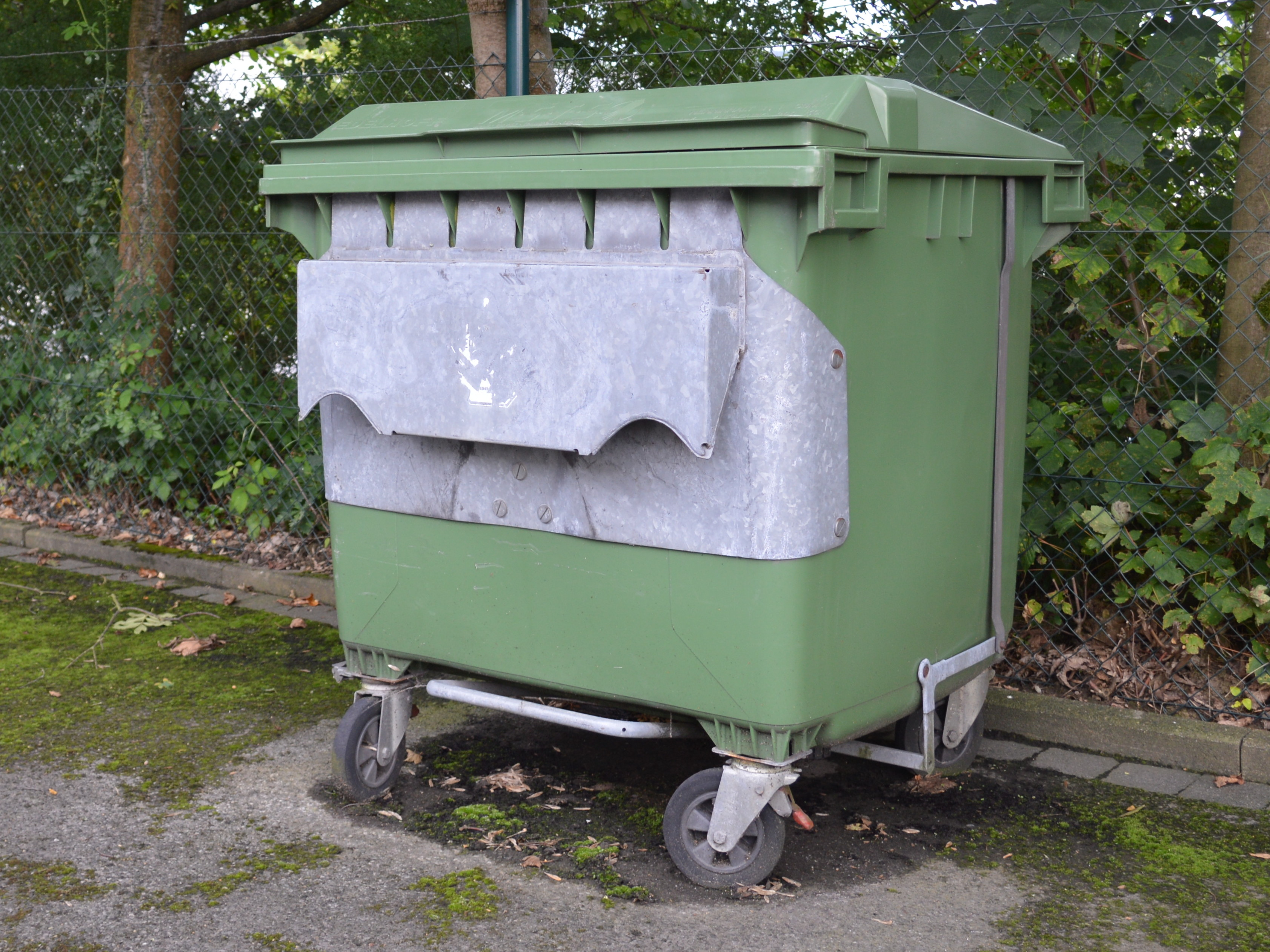
DU-Behälter

AWB mit Diamondaufnahme (DU-System) wurden in den 1980er Jahren als potentielle Weiterentwicklung der DIN-Behälter (heute EN 840) vorgestellt. Ziel war es, den Schüttungsprozess, insbesondere das Positionieren des Abfallbehälters in der Schüttungsaufnahme, zu erleichtern. Geeignete Fahrzeugschüttungen sind mit einer Aufnahmeeinrichtung ausgestattet, die der Form eines Diamanten ähnelt. Die Behälter zeichnen sich durch eine schürzenähnliche Frontaufnahme aus, die entweder in das Produkt integriert ist, oder an EN-840-kompatible Behälter montiert wird. Das Diamond-System fand bis heute keine Berücksichtigung in der EN 840, da sich seine Verbreitung im Wesentlichen auf Deutschland, BeNeLux und vereinzelt auch in anderen europäischen Staaten beschränkt. DU-Behälter werden im Anhang der RAL GZ 951/1 beschrieben.

### Fahrbare Abfallbehälter nach US-ANSI-Standard (ANSI Z245.60 – 2008)
In den USA sind AWB nach europäischen Standard nur selten anzutreffen, da sich die Fahrzeug- und Schüttungstechnik in den USA stark von der europäischen unterscheidet. Für zweirädrige Mülltonnen sind Grabber (Greifer) weit verbreitet, die für runde Abfallbehältnisse entwickelt wurden. Dementsprechend sind moderne US-amerikanische Abfallbehälter i. d. R. mit einer runden „Taille“ ausgestattet, die oft auch mit Noppen oder rauer Oberfläche ausgestattet sind, um ein Verrutschen im Greifer zu verhindern. Mit Greifern ausgestattete Seitenlader-Fahrzeuge werden oft auch als „automated“, also automatisch, bezeichnet. Die Behälter werden in der ANSI Z245.60 – 2008 als Type G-Container geführt.
Alternativ werden auch kleine hydraulische Schüttungen, die den zweirädrigen Behälter über die oft niedrige Ladekante des Müllsammelfahrzeuges kippen, verwendet. Diese Technik wird oft auch als „semi-automated“, also halbautomatisch, bezeichnet. In der ANSI Z245.60 – 2008 werden diese Behälter, ausgestattet mit einer Aufnahme unter dem oberen Rand und einem Griff auf der Behältervorderseite (lower lift bar genannt), als Type-B-Container geführt.
2-Rad-Behälter mit einer Kammaufnahme nach EN 840 und DU-Behälter werden in der ANSI Z245.60 – 2008 als Type-C-Container bzw. Type D geführt.
Mülltonnen in anderen Regionen der Welt sind in der Regel entweder aus dem europäischen Standard oder dem amerikanischen Standard abgeleitet. Allerdings beschränkt sich die Verbreitung der Behälter nach US-Norm (ANSI Z245.60 – 2008 Typen B und G) auf den direkten Einflussbereich US-amerikanischer Hersteller in Nordamerika, Mittelamerika und den nördlichen Teil Südamerikas. Behälter nach europäischer Norm sind in allen Teilen der Welt zu finden und haben Eingang in nationale Normen, z. B. in Südafrika und Australien, gefunden.

## Mülltonnen in aller Welt

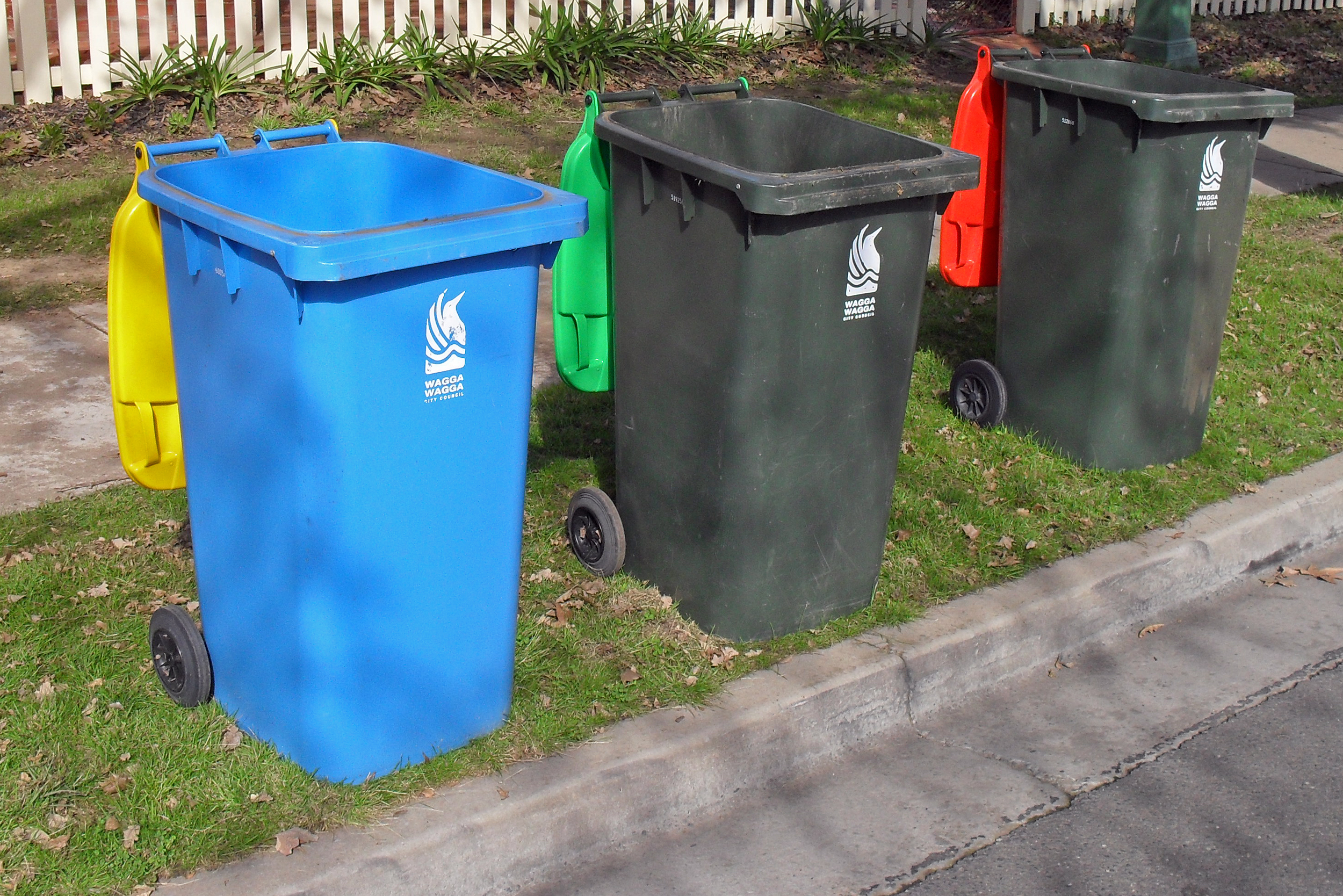
Australien
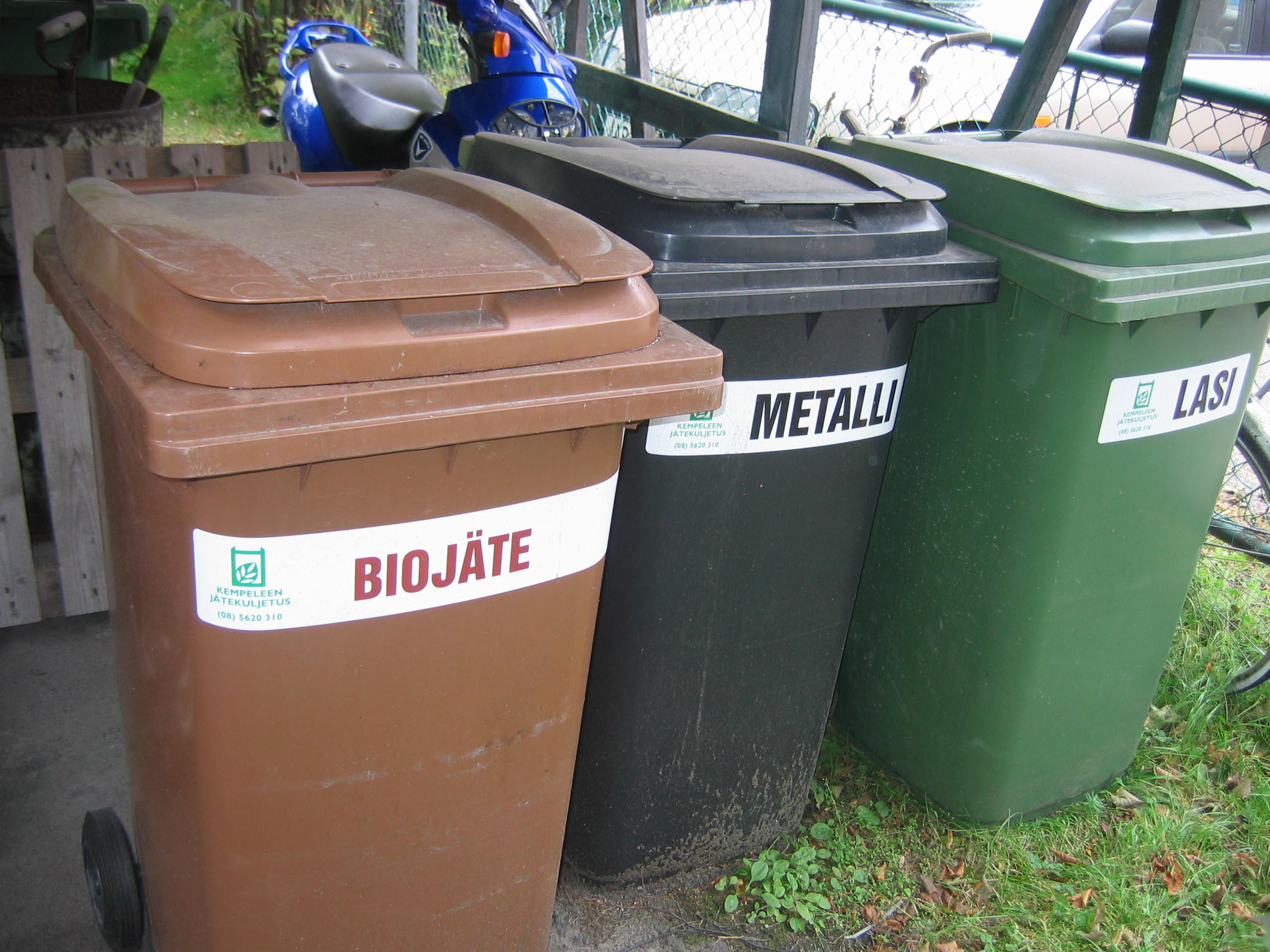
Finnland
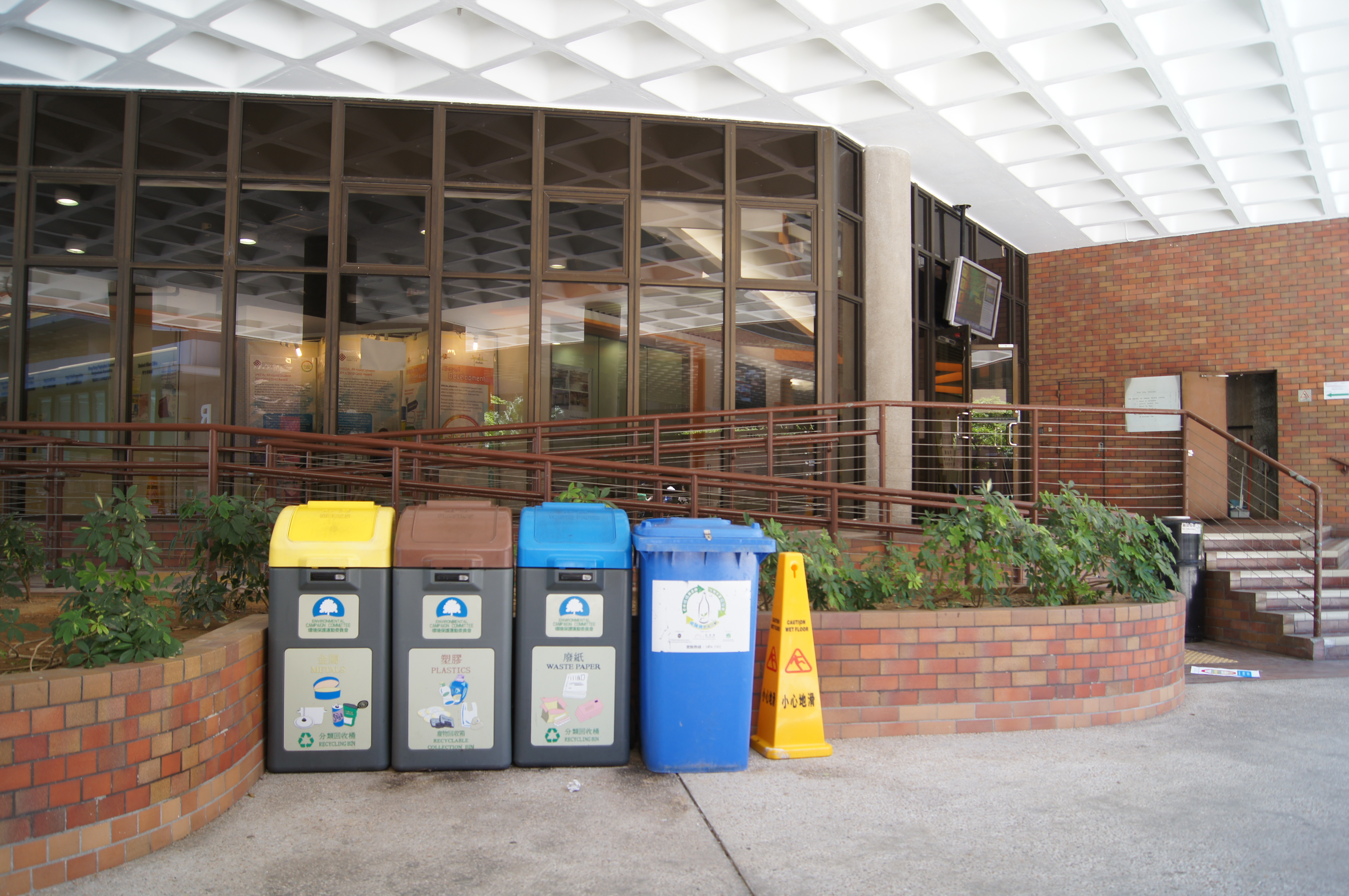
Hongkong
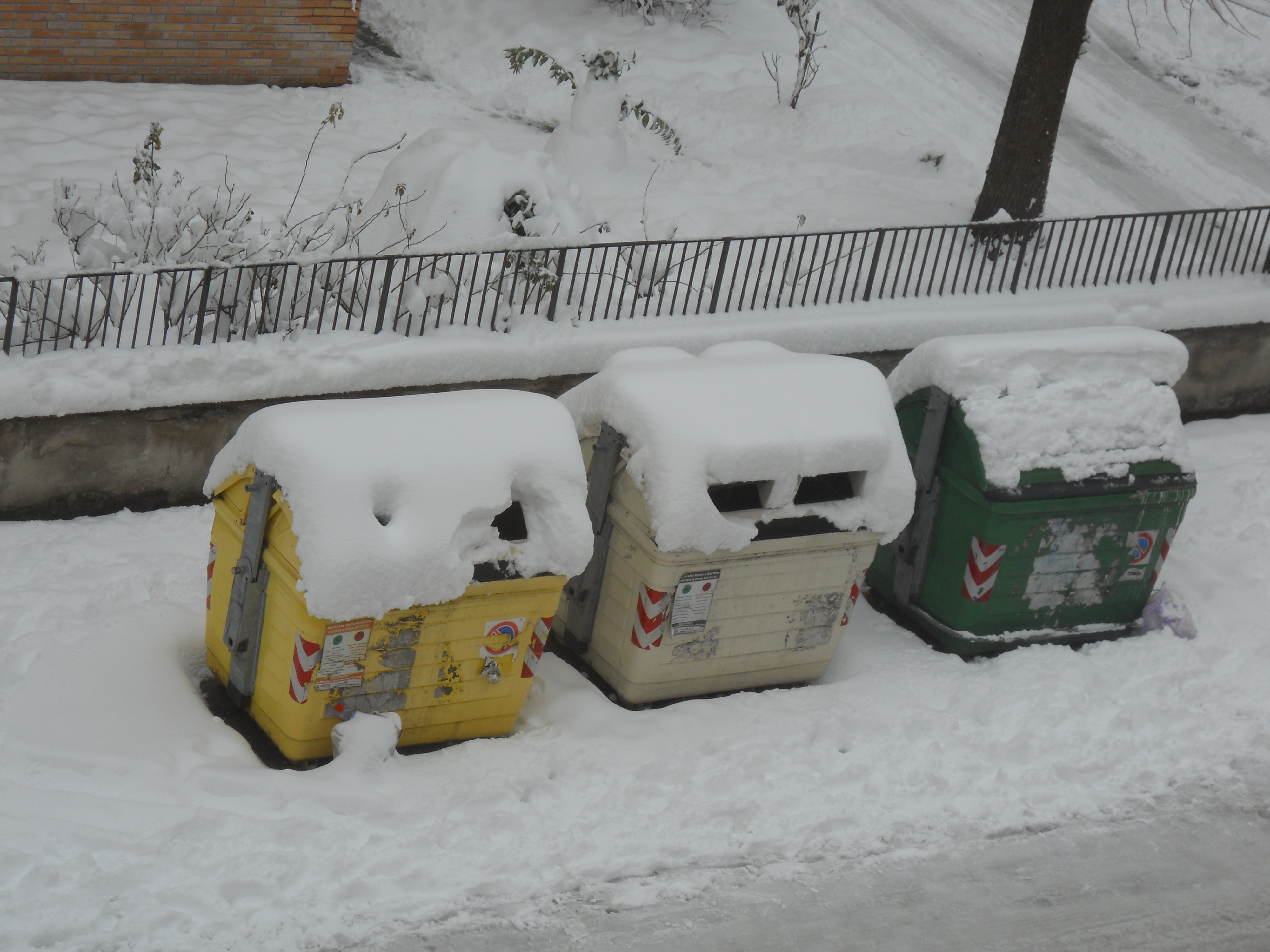
Italien
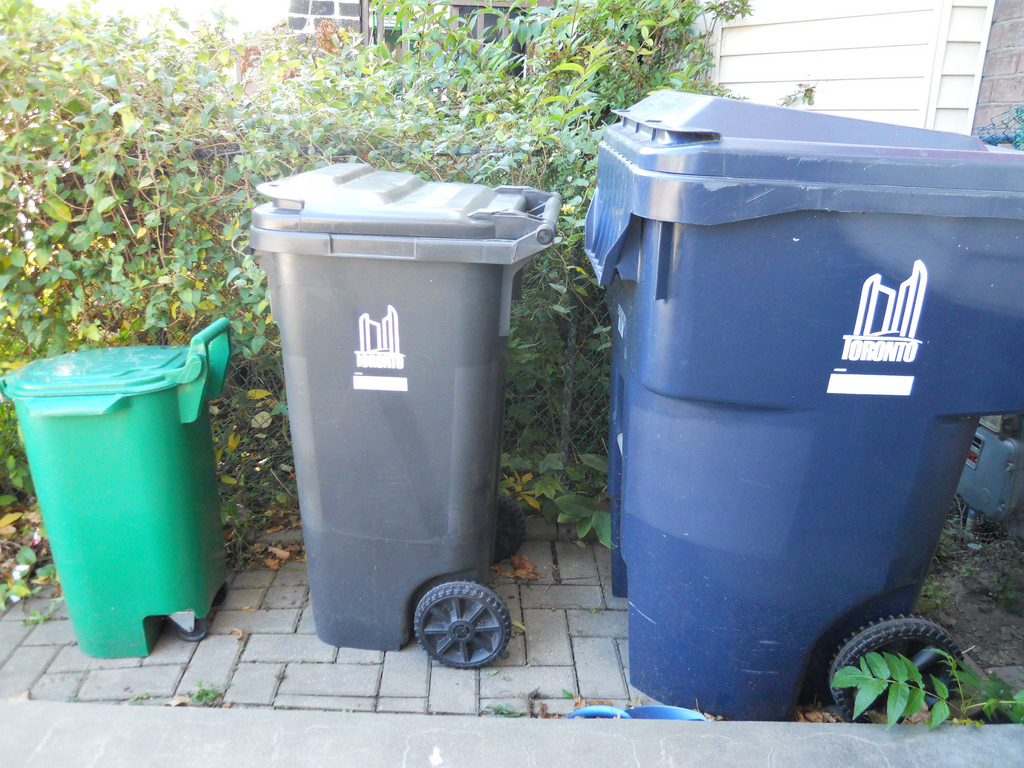
Kanada
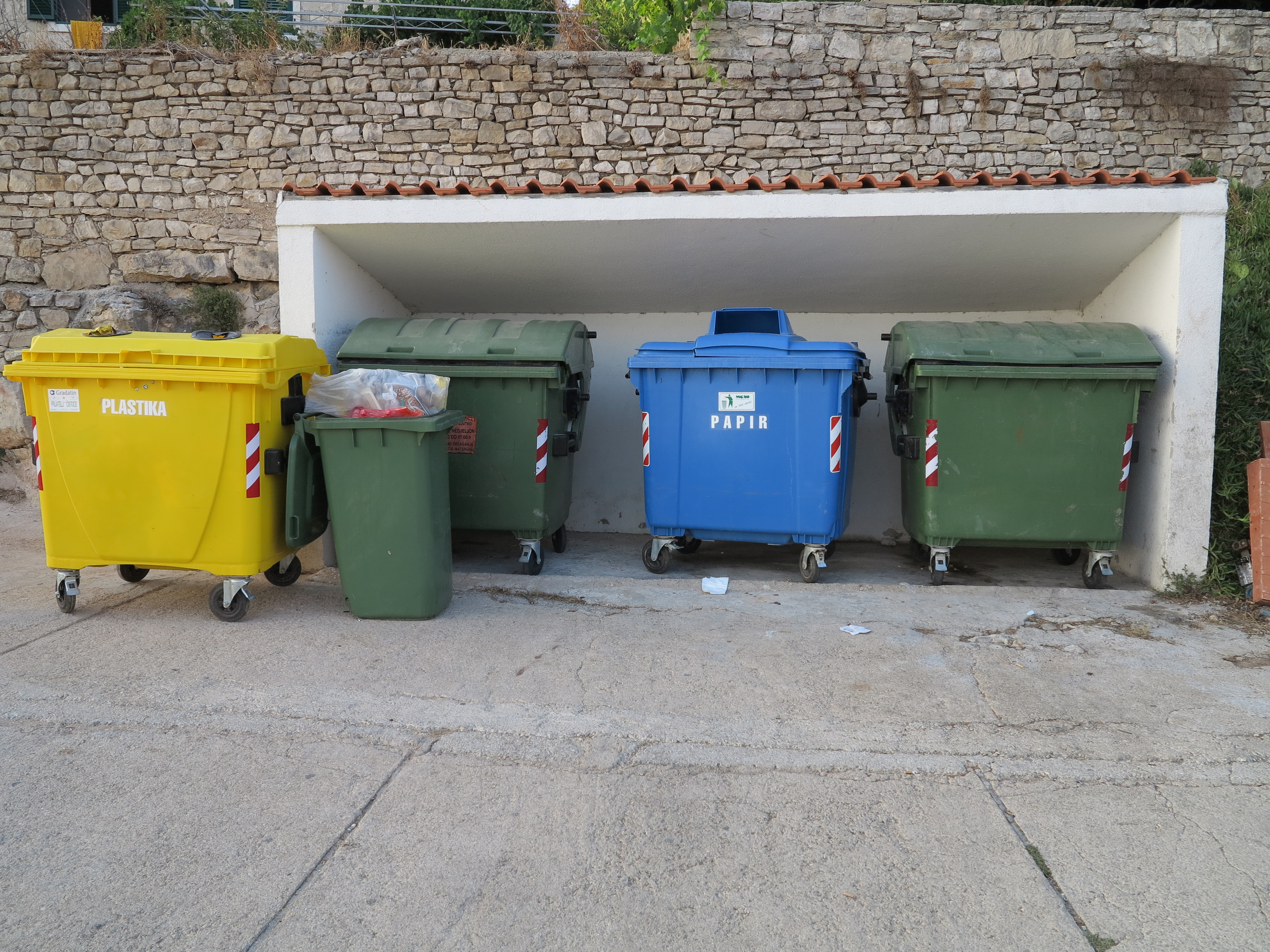
Kroatien
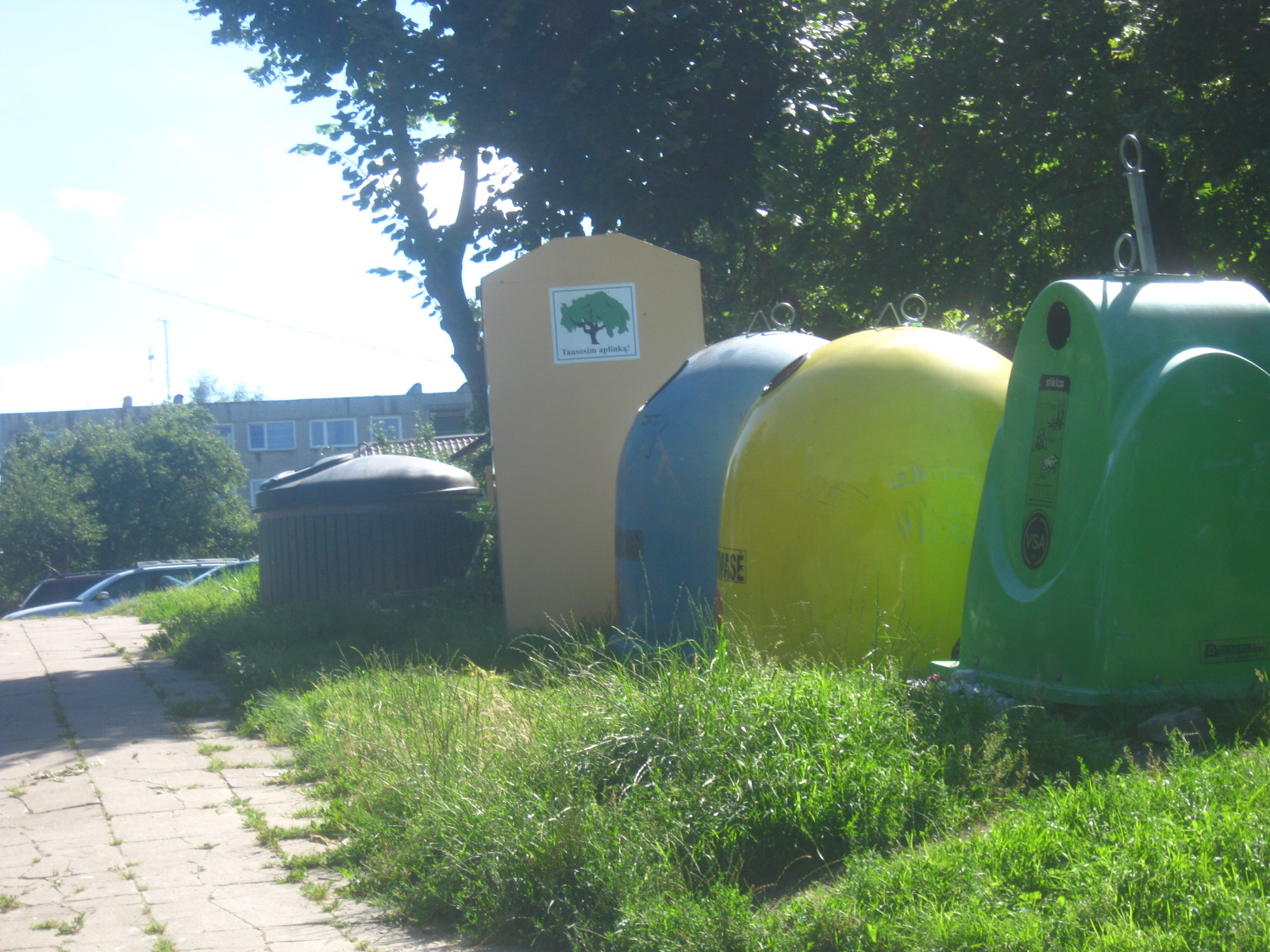
Litauen
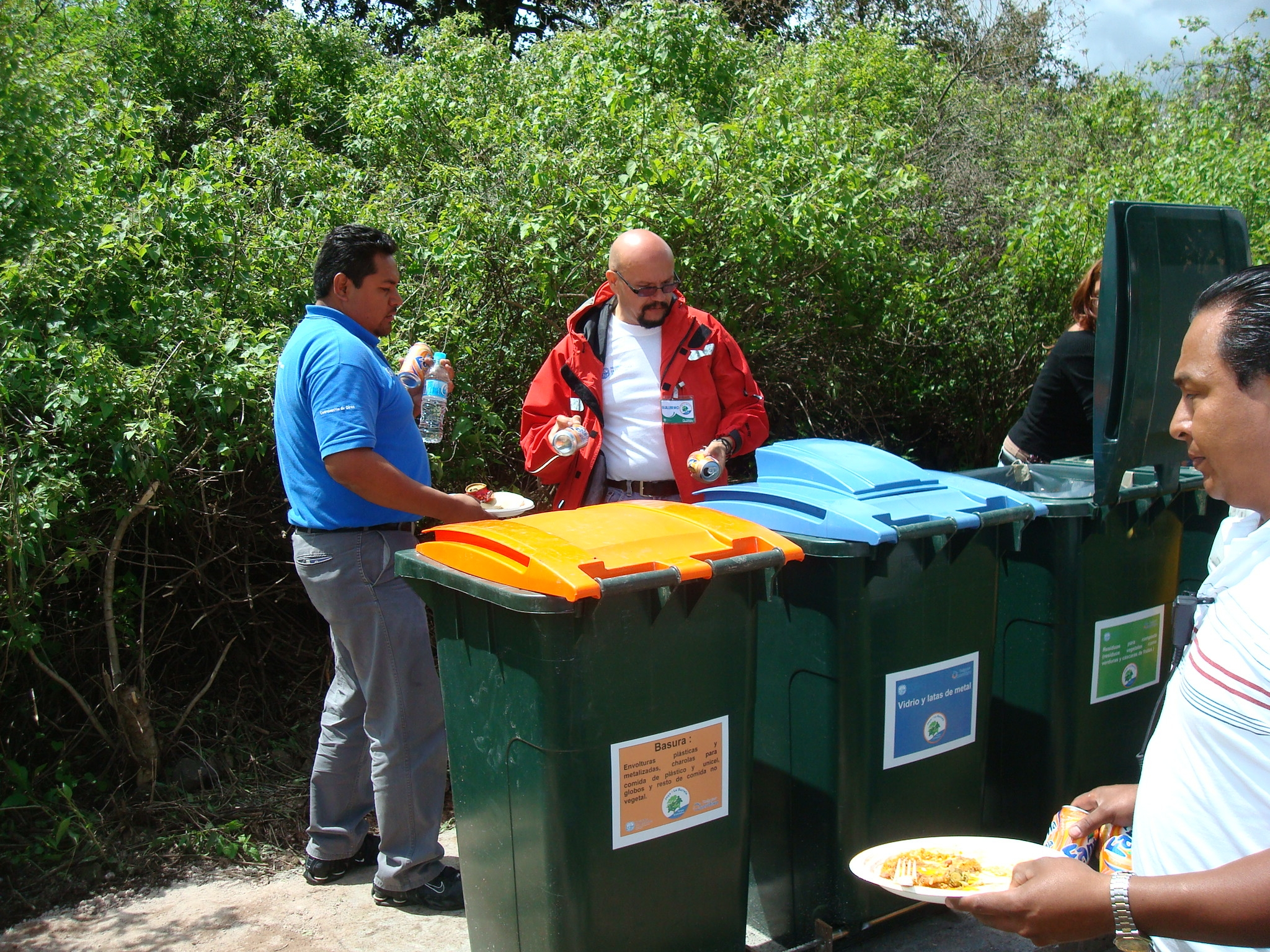
Mexiko
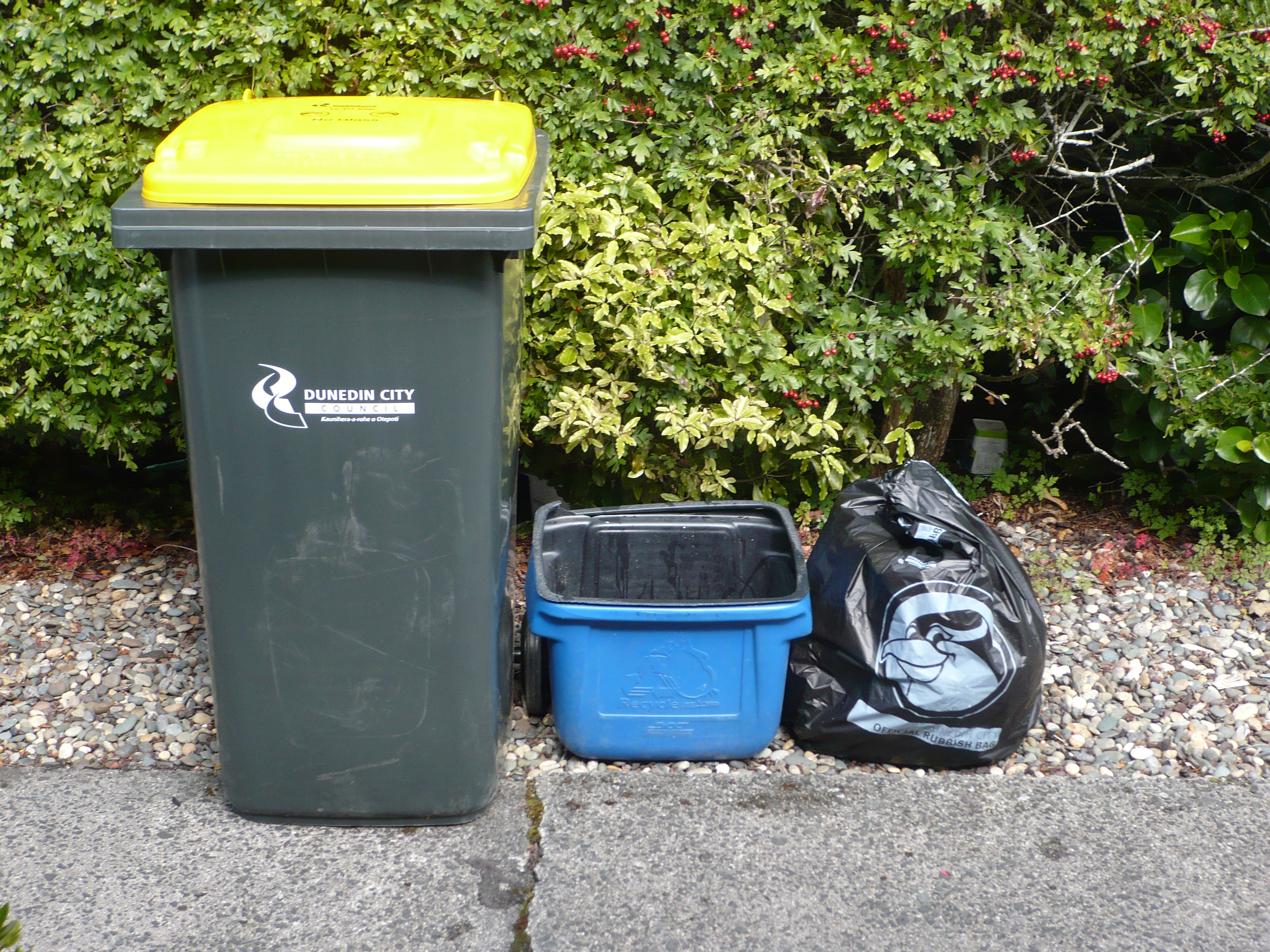
Neuseeland
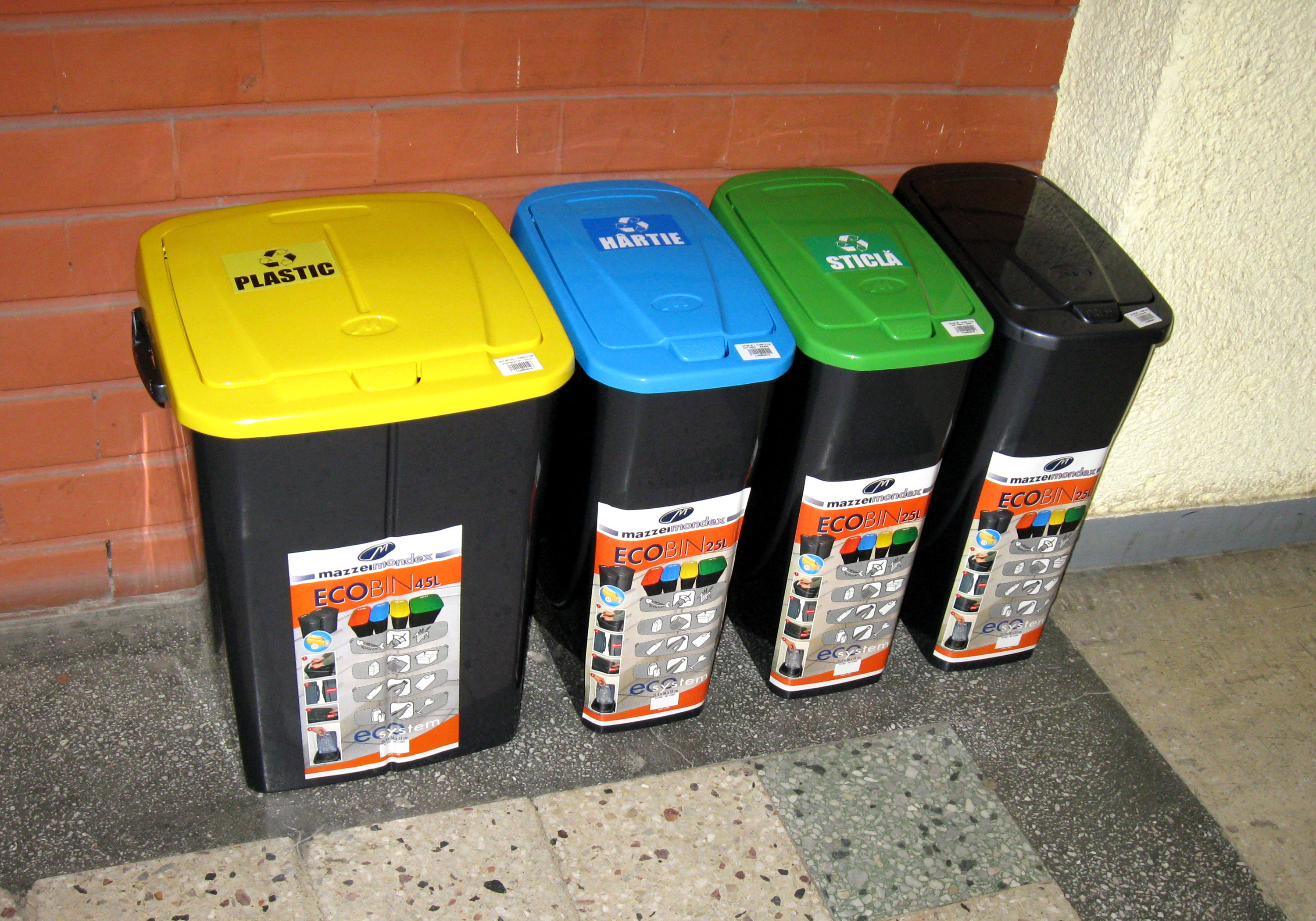
Rumänien
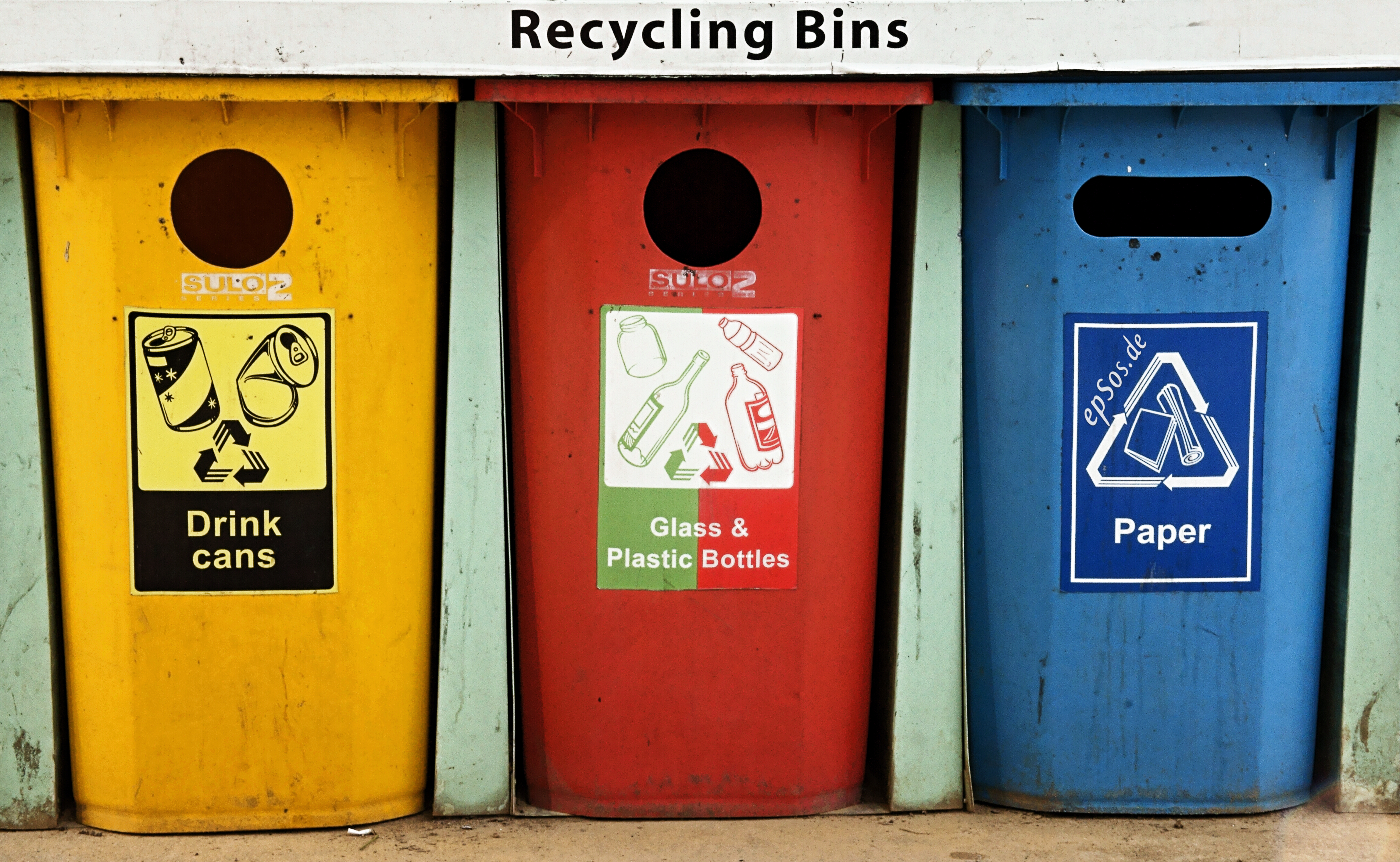
Singapur
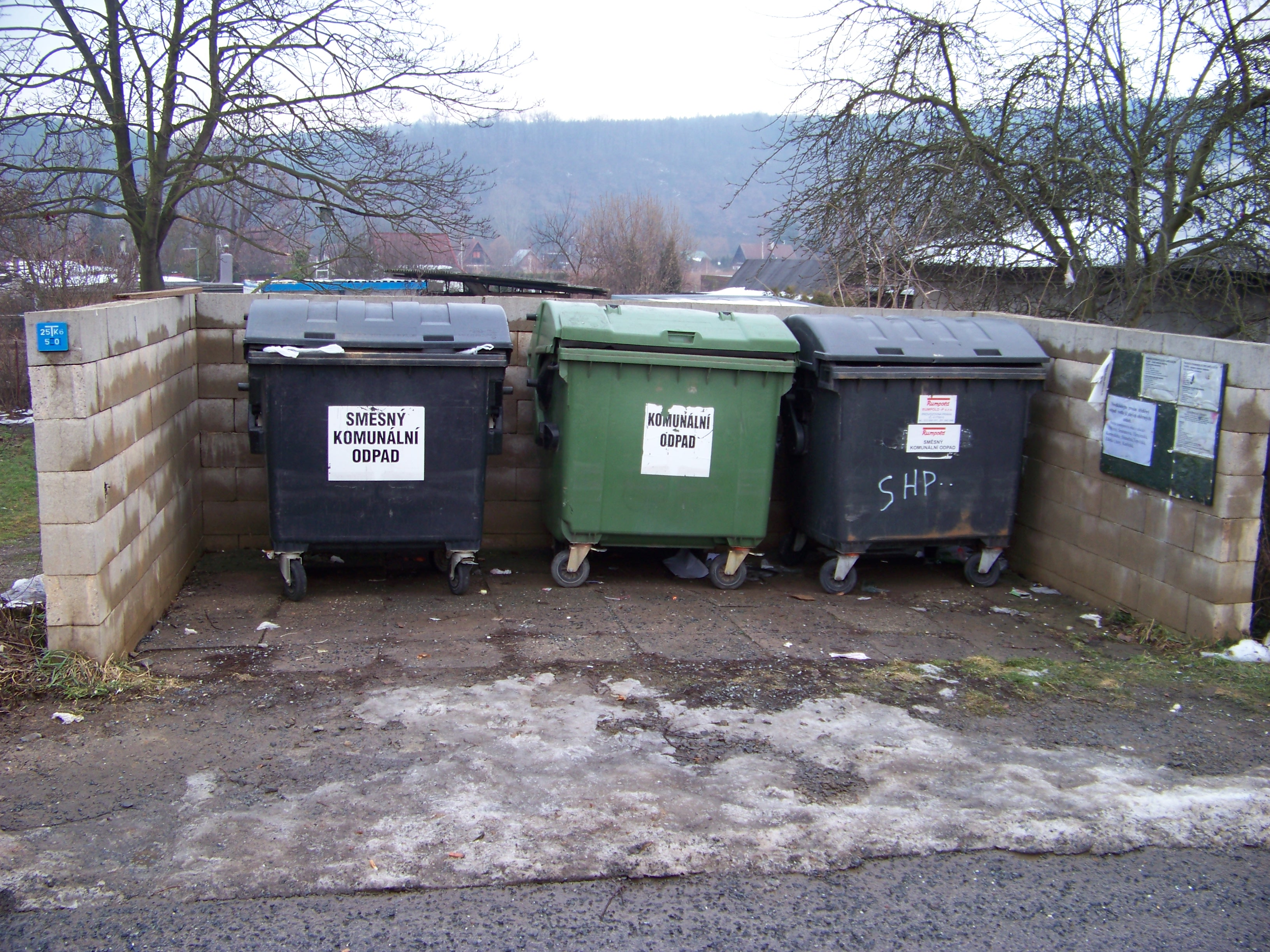
Tschechien
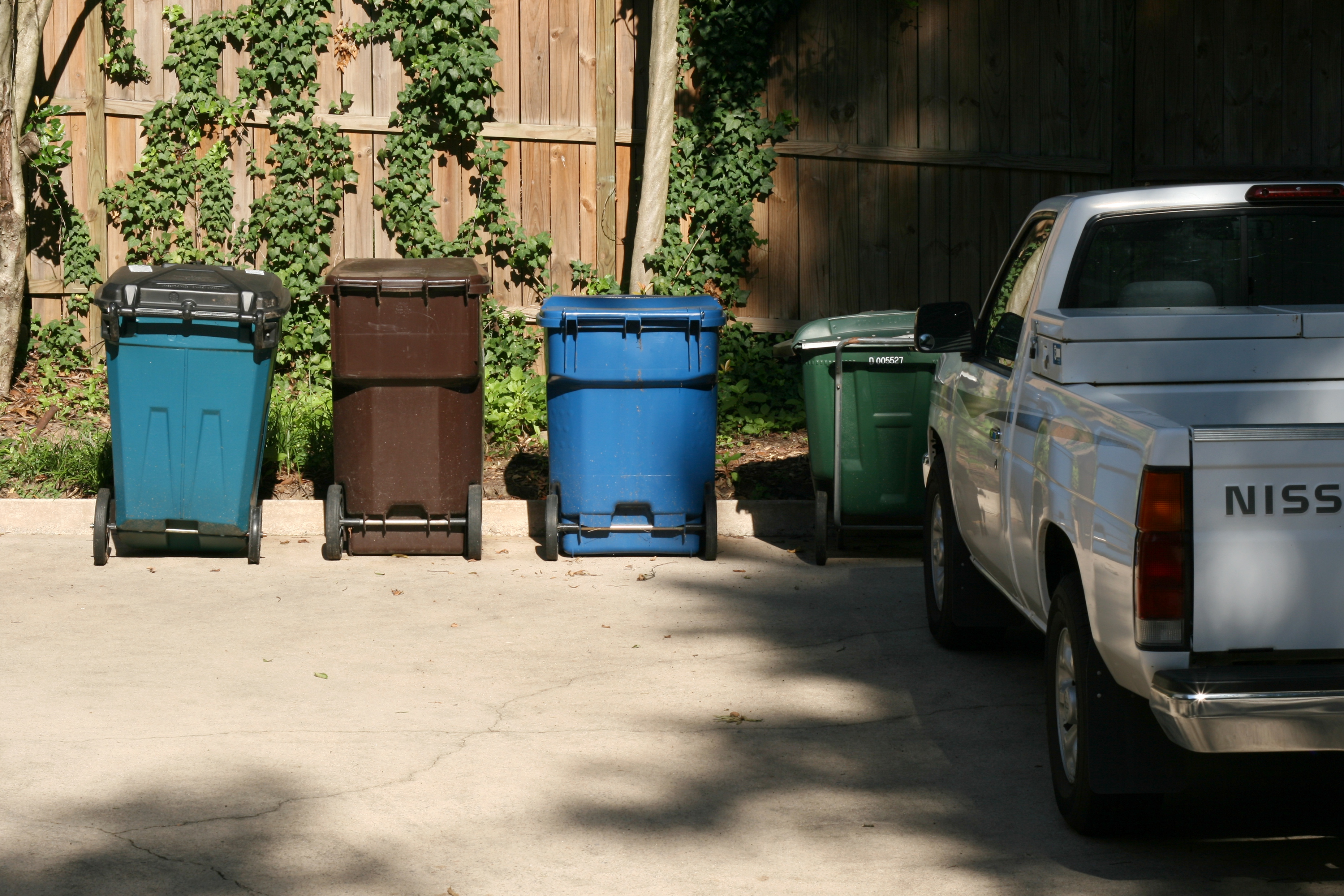
Vereinigte Staaten
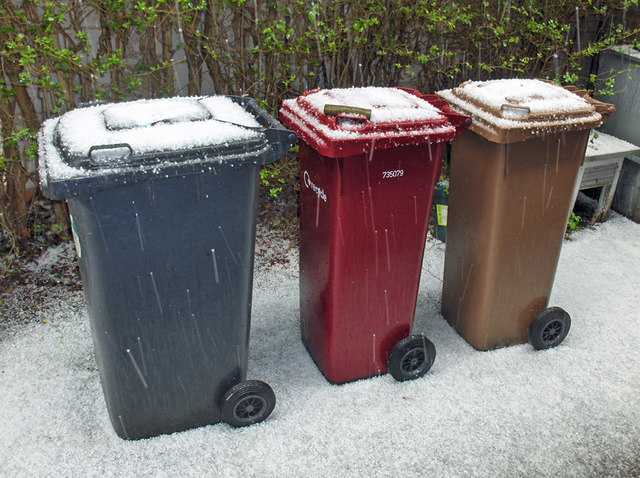
Vereinigtes Königreich